# The Vindicator
The Vindicator, es una película de ciencia ficción de 1986, dirigida por  Jean-Claude Lord.

## Argumento
En los laboratorios de Aerospace Reseach Corporation se están llevando a cabo una serie de pruebas de alto secreto. El ambicioso objetivo de su director, Alec White, consiste en el diseño de un traje espacial que permita al hombre el aterrizaje y la conquista de Marte.La mayoría de los esfuerzos tecnológicos de A.R.C. están volcados en este proyecto,lo que repercute directamente en la falta de financiación de la investigación del doctor Carl Lehamn.Tras los enfrentamientos entre ambos, una noche Lehman sufre un accidente mortal en uno de los laboratorios. La desgracia,provocada deliberadamente por White y sus secuaces, convertirá el cadáver de la desdichada víctima en el foco del denominado Proyecto Frankenstein.

## Reparto
| Actor             | Personaje                  |
| ----------------- | -------------------------- |
| David McIlwraith  | Carl Lehman / Frankenstein |
| Teri Austin       | Lauren Lehman              |
| Richard Cox       | Alex Whyte                 |
| Pam Grier         | Hunter                     |
| Maury Chaykin     | Burt Arthurs               |
| Catherine Disher  | Catherine Collins          |
| Stephen Mendel    | Ian Massey                 |
| Micki Moore       | Mrs Jan Scott              |
| Larry Aubrey      | Kurt Kessler               |
| Lynda Mason Green | Gail Vernon                |
| Denis Simpson     | Joe                        |